# Liste der Kulturdenkmale in Kiel-Gaarden-Ost
In der Liste der Kulturdenkmale in Kiel-Gaarden-Ost sind alle Kulturdenkmale des Stadtteils Gaarden-Ost der schleswig-holsteinischen Landeshauptstadt Kiel aufgelistet (Stand: 10. März 2025).
Die Bodendenkmale sind in der Liste der Bodendenkmale in Kiel aufgeführt.

## Legende
In den Spalten befinden sich folgende Informationen:
- Objekt-ID: die Nummer des Kulturdenkmales
- Lage: die Adresse des Kulturdenkmales und die geographischen Koordinaten. Kartenansicht, um Koordinaten zu setzen. In der Kartenansicht sind Kulturdenkmale ohne Koordinaten mit einem roten Marker dargestellt und können in der Karte gesetzt werden. Kulturdenkmale ohne Bild sind mit einem blauen Marker gekennzeichnet, Kulturdenkmale mit Bild mit einem grünen Marker.
- Offizielle Bezeichnung: Bezeichnung des Kulturdenkmales
- Beschreibung: die Beschreibung des Kulturdenkmales
- Bild: ein Bild des Kulturdenkmales

## Sachgesamtheiten
| Objekt-ID      | Lage                                                                 | Offizielle Bezeichnung       | Beschreibung | Bild                             |
| -------------- | -------------------------------------------------------------------- | ---------------------------- | --- | -------------------------------- |
| 51310          | Iltisstraße 68 (54° 18′ 26″ N, 10° 8′ 46″ O)                         | Iltisbunker mit Wandbild     | Iltisbunker mit Wandbild; 1941–43, 1988–89, Shahin Charmi; fünfgeschossiger Hochbunker Typ Lu 14 mit Schutzräumen für 1286 Zivilisten, an Süd- und Ostfassade wandfüllendes programmatisches Wandbild Revolution und Krieg Darstellung der revolutionären Ereignisse 1918 in Kiel und ihrer Folgen - Begründung: geschichtlich, künstlerisch, städtebaulich - Schutzumfang: Iltisbunker, Wandbild „Revolution und Krieg“ | Fotos hochladen                  |
| 51132 Wikidata | Schulstraße 30 (54° 18′ 46″ N, 10° 8′ 40″ O)                         | St.-Johannes-Kirche          | St.-Johannes-Kirche; 1959-1961, Architekten Dietrich Bolz und Klaus Detlefsen; Ensemble aus Kirche, Campanile, Verbindungsbauten sowie Pastorat in gelben Backstein, flächige Gestaltung in skandinavischer Tradition der 30er Jahre, teilbegrünter Vorplatz - Begründung: geschichtlich, künstlerisch, städtebaulich - Schutzumfang: St.-Johannes-Kirche mit Vorplatz, Pastorat                                         | weitere Fotos \| Fotos hochladen |
| 43998 Wikidata | Werftstraße 233-243, Werftstraße u. a. (54° 18′ 36″ N, 10° 8′ 21″ O) | Straßenbahn Betriebshof Kiel | Straßenbahn Betriebshof Kiel; 1954–59, Büro Stoffers; nach Kriegszerstörung neu errichtete Anlage aus Verwaltungsgebäude und Fahrzeughalle, Verwaltungsbau mit künstlerischer Gestaltung, Hallendach als HP-Schalenkonstruktion - Begründung: geschichtlich, künstlerisch, städtebaulich, technisch - Schutzumfang: Verwaltungsgebäude (Werftstraße 233-243), Fahrzeughalle (Werftstraße, Wilhelmstraße)                 | weitere Fotos \| Fotos hochladen |

## Mehrheit von baulichen Anlagen
| Objekt-ID | Lage                                                                                             | Offizielle Bezeichnung                        | Beschreibung | Bild |
| --------- | ------------------------------------------------------------------------------------------------ | --------------------------------------------- | --- | ---- |
| 23995     | Ostring 124-136, Kirchenweg 63-73, Ostring u.a., Röntgenstraße 2-16 (54° 18′ 30″ N, 10° 9′ 3″ O) | Wohnsiedlung Kirchenweg/Ostring/Röntgenstraße | Wohnsiedlung Kirchenweg/Ostring/Röntgenstraße; 1937, Magistratsbaurat van Engelen; geschlossene Anlage aus Wohnblöcken um einen dreieckigen Innenhof, dreigeschossige Backsteinbauten mit Satteldächern, polygonale Standerker, hofseitige Eingänge mit Kieler Kunstkeramik, begrünte Hoffläche mit gestalteter Zugangssituation an Südseite - Begründung: geschichtlich, künstlerisch, städtebaulich - Schutzumfang: Wohnblöcke, Freiflächen Kirchenweg 63-73, Ostring 124-136, Röntgenstraße 2-16 | BW   |

## Bauliche Anlagen und Gründenkmale
| Objekt-ID      | Lage                                                  | Offizielle Bezeichnung            | Beschreibung | Bild                             |
| -------------- | ----------------------------------------------------- | --------------------------------- | --- | -------------------------------- |
| 2882           | Augustenstraße 43 (54° 18′ 52″ N, 10° 8′ 52″ O)       | Wohn- und Geschäftshaus           | 1907 im Jugendstil von Architekt Heinrich Hansen für Arzt Dr. Paul Kattein errichtet; Alteintragung (Aktualisierung vorgesehen) - Begründung: Alteintragung (Aktualisierung vorgesehen) - Schutzumfang: Alteintragung (Aktualisierung vorgesehen) - Denkmaltyp: Bauliche Anlage | Fotos hochladen                  |
| 3154           | Augustenstraße 59 (54° 18′ 51″ N, 10° 9′ 0″ O)        | Wohn- und Geschäftshaus           | Alteintragung (Aktualisierung vorgesehen) - Begründung: geschichtlich, künstlerisch - Schutzumfang: gesamtes Objekt - Denkmaltyp: Bauliche Anlage | Fotos hochladen                  |
| 3155           | Blitzstraße 25 - 27 (54° 18′ 21″ N, 10° 8′ 49″ O)     | Wohnblock (Krupp-Siedlung)        | Alteintragung (Aktualisierung vorgesehen) - Begründung: Alteintragung (Aktualisierung vorgesehen) - Schutzumfang: Alteintragung (Aktualisierung vorgesehen) - Denkmaltyp: Bauliche Anlage | Fotos hochladen                  |
| 21395          | Blitzstraße 29 - 31 (54° 18′ 20″ N, 10° 8′ 51″ O)     | Wohnblock (Krupp-Siedlung)        | Alteintragung (Aktualisierung vorgesehen) - Begründung: Alteintragung (Aktualisierung vorgesehen) - Schutzumfang: Alteintragung (Aktualisierung vorgesehen) - Denkmaltyp: Bauliche Anlage | Fotos hochladen                  |
| 3156           | Greifstraße 1 (54° 18′ 22″ N, 10° 8′ 56″ O)           | Wohnblock (Krupp-Siedlung)        | Alteintragung (Aktualisierung vorgesehen) - Begründung: Alteintragung (Aktualisierung vorgesehen) - Schutzumfang: Alteintragung (Aktualisierung vorgesehen) - Denkmaltyp: Bauliche Anlage | Fotos hochladen                  |
| 11565          | Greifstraße 2 (54° 18′ 21″ N, 10° 8′ 55″ O)           | Wohnblock (Krupp-Siedlung)        | Alteintragung (Aktualisierung vorgesehen) - Begründung: Alteintragung (Aktualisierung vorgesehen) - Schutzumfang: Alteintragung (Aktualisierung vorgesehen) - Denkmaltyp: Bauliche Anlage | Fotos hochladen                  |
| 21396          | Greifstraße 3 - 5 (54° 18′ 22″ N, 10° 8′ 57″ O)       | Wohnblock (Krupp-Siedlung)        | Alteintragung (Aktualisierung vorgesehen) - Begründung: Alteintragung (Aktualisierung vorgesehen) - Schutzumfang: Alteintragung (Aktualisierung vorgesehen) - Denkmaltyp: Bauliche Anlage | Fotos hochladen                  |
| 21397          | Greifstraße 4 - 6 (54° 18′ 20″ N, 10° 8′ 56″ O)       | Wohnblock (Krupp-Siedlung)        | Alteintragung (Aktualisierung vorgesehen) - Begründung: Alteintragung (Aktualisierung vorgesehen) - Schutzumfang: Alteintragung (Aktualisierung vorgesehen) - Denkmaltyp: Bauliche Anlage | Fotos hochladen                  |
| 11564          | Greifstraße 9 (54° 18′ 22″ N, 10° 8′ 57″ O)           | Wohnblock (Krupp-Siedlung)        | Alteintragung (Aktualisierung vorgesehen) - Begründung: Alteintragung (Aktualisierung vorgesehen) - Schutzumfang: Alteintragung (Aktualisierung vorgesehen) - Denkmaltyp: Bauliche Anlage | Fotos hochladen                  |
| 50756          | Iltisstraße 68 (54° 18′ 26″ N, 10° 8′ 46″ O)          | Iltisbunker                       | Iltisbunker; 1941–43; fünfgeschossiger Hochbunker Typ Lu 14, Kellergeschoss und Flachdach, Stahlbeton, Wandstärke 1,80 Meter, ziviler Schutzraum mit 1286 Schutzplätzen - Begründung: geschichtlich, städtebaulich - Schutzumfang: gesamtes Objekt - Denkmaltyp: Bauliche Anlage, Sachgesamtheit: Iltisbunker mit Wandbild | Fotos hochladen                  |
| 50924 Wikidata | Iltisstraße 68 (54° 18′ 26″ N, 10° 8′ 46″ O)          | Wandbild „Revolution und Krieg“   | Wandbild „Revolution und Krieg“, 1988-1989, Shahin Charmi; wandfüllend auf zwei Bunkerfassaden, collagenartige Darstellung der revolutionären Ereignisse 1918 in Kiel und ihrer Folgen, u. a. Werftarbeiter, Gustav Noske mit Soldaten, Rosa Luxemburg - Begründung: geschichtlich, künstlerisch, städtebaulich - Schutzumfang: gesamtes Objekt - Denkmaltyp: Teil einer baulichen Anlage, Sachgesamtheit: Iltisbunker mit Wandbild               | weitere Fotos \| Fotos hochladen |
| 3207           | Iltisstraße 82 (54° 18′ 21″ N, 10° 8′ 41″ O)          | Fröbelschule                      | Fridtjof-Nansen-Hauptschule; Alteintragung (Aktualisierung vorgesehen) - Begründung: geschichtlich, wissenschaftlich, künstlerisch, städtebaulich - Schutzumfang: Alteintragung (Aktualisierung vorgesehen) - Denkmaltyp: Bauliche Anlage | Fotos hochladen                  |
| 11614          | Iltisstraße 82 (54° 18′ 21″ N, 10° 8′ 41″ O)          | Gustav-Friedrich-Meyer-Realschule | Alteintragung (Aktualisierung vorgesehen) - Begründung: Alteintragung (Aktualisierung vorgesehen) - Schutzumfang: Alteintragung (Aktualisierung vorgesehen) - Denkmaltyp: Bauliche Anlage | Fotos hochladen                  |
| 9338 Wikidata  | Johannesstraße 1 (54° 18′ 50″ N, 10° 8′ 33″ O)        | Jugendherberge                    | Alteintragung (Aktualisierung vorgesehen) - Begründung: Alteintragung (Aktualisierung vorgesehen) - Schutzumfang: Alteintragung (Aktualisierung vorgesehen) - Denkmaltyp: Bauliche Anlage | weitere Fotos \| Fotos hochladen |
| 3209           | Kaiserstraße 4 (54° 18′ 55″ N, 10° 9′ 11″ O)          | ehem. Werftbetriebskrankenkasse   | Alteintragung (Aktualisierung vorgesehen) - Begründung: geschichtlich, künstlerisch - Schutzumfang: gesamtes Objekt - Denkmaltyp: Bauliche Anlage | Fotos hochladen                  |
| 3157           | Ostring 61 (54° 18′ 20″ N, 10° 8′ 52″ O)              | Wohnblock (Krupp-Siedlung)        | Alteintragung (Aktualisierung vorgesehen) - Begründung: Alteintragung (Aktualisierung vorgesehen) - Schutzumfang: Alteintragung (Aktualisierung vorgesehen) - Denkmaltyp: Bauliche Anlage | Fotos hochladen                  |
| 21398          | Ostring 63 - 75 (54° 18′ 22″ N, 10° 8′ 53″ O)         | Wohnblock (Krupp-Siedlung)        | Alteintragung (Aktualisierung vorgesehen) - Begründung: Alteintragung (Aktualisierung vorgesehen) - Schutzumfang: Alteintragung (Aktualisierung vorgesehen) - Denkmaltyp: Bauliche Anlage | Fotos hochladen                  |
| 11702          | Ostring 79 - 83 (54° 18′ 23″ N, 10° 8′ 53″ O)         | Wohnblock (Krupp-Siedlung)        | Alteintragung (Aktualisierung vorgesehen) - Begründung: Alteintragung (Aktualisierung vorgesehen) - Schutzumfang: Alteintragung (Aktualisierung vorgesehen) - Denkmaltyp: Bauliche Anlage | Fotos hochladen                  |
| 21399          | Ostring 85 (54° 18′ 24″ N, 10° 8′ 54″ O)              | Wohnblock (Krupp-Siedlung)        | Alteintragung (Aktualisierung vorgesehen) - Begründung: Alteintragung (Aktualisierung vorgesehen) - Schutzumfang: Alteintragung (Aktualisierung vorgesehen) - Denkmaltyp: Bauliche Anlage | Fotos hochladen                  |
| 3158           | Ostring 100 - 106 (54° 18′ 21″ N, 10° 8′ 55″ O)       | Wohnblock (Krupp-Siedlung)        | Alteintragung (Aktualisierung vorgesehen) - Begründung: Alteintragung (Aktualisierung vorgesehen) - Schutzumfang: Alteintragung (Aktualisierung vorgesehen) - Denkmaltyp: Bauliche Anlage | Fotos hochladen                  |
| 21400          | Ostring 108 - 112 (54° 18′ 23″ N, 10° 8′ 56″ O)       | Wohnblock (Krupp-Siedlung)        | Alteintragung (Aktualisierung vorgesehen) - Begründung: Alteintragung (Aktualisierung vorgesehen) - Schutzumfang: Alteintragung (Aktualisierung vorgesehen) - Denkmaltyp: Bauliche Anlage | Fotos hochladen                  |
| 10787          | Preetzer Straße 30 b (54° 18′ 24″ N, 10° 8′ 41″ O)    | Straßenreinigungs-Depot           | Alteintragung (Aktualisierung vorgesehen) - Begründung: geschichtlich, wissenschaftlich - Schutzumfang: gesamtes Objekt - Denkmaltyp: Bauliche Anlage | Fotos hochladen                  |
| 12000          | Preetzer Straße 35 (54° 18′ 28″ N, 10° 8′ 42″ O)      | ehem. Räucherei                   | ehem. Fischräucherei Mahrt; 1920; Bautrakt der Räucherei ein eingeschossiger, langgestreckter funktionaler Backsteinbau unter Flachdach, mittig gekürzter Schornstein, im Inneren 16 Räucheröfen, sog. Altonaer Öfen, unter gemeinsamen Rauchfang - Begründung: geschichtlich, technisch - Schutzumfang: ehem. Räucherei, - Denkmaltyp: Bauliche Anlage                                                                                           | BW                               |
| 3159           | Preetzer Straße 46 - 48 (54° 18′ 24″ N, 10° 8′ 53″ O) | Wohnblock (Krupp-Siedlung)        | Alteintragung (Aktualisierung vorgesehen) - Begründung: - Schutzumfang: Alteintragung (Aktualisierung vorgesehen) - Denkmaltyp: Bauliche Anlage | Fotos hochladen                  |
| 10000          | Röntgenstraße 11 (54° 18′ 27″ N, 10° 9′ 10″ O)        | Feuerwache Ost                    | Alteintragung (Aktualisierung vorgesehen) - Begründung: geschichtlich, künstlerisch - Schutzumfang: gesamtes Objekt - Denkmaltyp: Bauliche Anlage | Fotos hochladen                  |
| 28107          | Sandkrug 19 (54° 18′ 58″ N, 10° 8′ 48″ O)             | Sandkrug-Bunker                   | Alteintragung (Aktualisierung vorgesehen) - Begründung: geschichtlich, städtebaulich - Schutzumfang: gesamtes Objekt - Denkmaltyp: Bauliche Anlage | weitere Fotos \| Fotos hochladen |
| 11925 Wikidata | Schulstraße 30 (54° 18′ 46″ N, 10° 8′ 40″ O)          | St.-Johannes-Kirche               | St.-Johannes-Kirche; 1959-1961, Architekten Dietrich Bolz und Klaus Detlefsen; Kirche mit Campanile und Verbindungsbau in gelben Backstein, flächige Gestaltung in skandinavischer Tradition der 1930er Jahre; teilbegrünter Vorplatz - Begründung: geschichtlich, künstlerisch, städtebaulich - Schutzumfang: St.-Johannes-Kirche, Vorplatz - Denkmaltyp: Bauliche Anlage, Sachgesamtheit: St.-Johannes-Kirche                                   | weitere Fotos \| Fotos hochladen |
| 53953          | Werftstraße 173 (54° 18′ 52″ N, 10° 8′ 32″ O)         | Neuapostolische Kirche            | Neuapostolische Kirche; 1970, Architekt Uwe Niehus; zweigeschossiger Stahlbetonbau mit Klinkerverkleidung auf rautenförmigem Grundriss, zeltartige Bauform mit bugförmig ansteigendem Satteldach, rückwärtiger Turmaufsatz, aufgelöste Fensterfronten, im Innern bauzeitliche Ausstattung - Begründung: geschichtlich, künstlerisch, städtebaulich - Schutzumfang: gesamtes Objekt - Denkmaltyp: Bauliche Anlage                                  | weitere Fotos \| Fotos hochladen |
| 11352          | Werftstraße 231 (54° 18′ 34″ N, 10° 8′ 21″ O)         | ehem. Luftschutzbunker            | ehem. Luftschutzbunker; 1940, Linde u. Schroeder; sechsgeschossiger Hochbunker auf rechteckigem Grundriss, Backsteinverblendung, flaches Walmdach, Rustikaportale, umlaufender Rundbogenfries am Kranzgesims. - Begründung: geschichtlich, wissenschaftlich, künstlerisch, städtebaulich - Schutzumfang: ehem. Luftschutzbunker, - Denkmaltyp: Bauliche Anlage                                                                                    | BW                               |
| 12184          | Werftstraße 233 - 243 (54° 18′ 31″ N, 10° 8′ 20″ O)   | Verwaltungsgebäude                | Verwaltungsgebäude; 1954–55, Büro Stoffers; weitgehender Neubau, viergeschossiger langgestreckter Backsteinbau mit Flachdach, seitlich zweigeschossiger Kastenerker mit figürlichen Sandsteinreliefs, im Innern hoher bauzeitlicher Bestand, Sitzungssaal mit Ausstattung - Begründung: geschichtlich, künstlerisch, städtebaulich - Schutzumfang: Verwaltungsgebäude - Denkmaltyp: Bauliche Anlage, Sachgesamtheit: Straßenbahn Betriebshof Kiel | BW                               |
| 3281 Wikidata  | Wikingerstraße 6 (54° 18′ 45″ N, 10° 8′ 55″ O)        | ehem. Volksbad                    | Alteintragung (Aktualisierung vorgesehen) - Begründung: Alteintragung (Aktualisierung vorgesehen) - Schutzumfang: Alteintragung (Aktualisierung vorgesehen) - Denkmaltyp: Bauliche Anlage | Fotos hochladen                  |

## Ehemalige Kulturdenkmale
| Objekt-ID | Lage                                                | Offizielle Bezeichnung | Beschreibung | Bild |
| --------- | --------------------------------------------------- | ---------------------- | --- | ---- |
| 43996     | Werftstraße 233 - 243 (54° 18′ 36″ N, 10° 8′ 21″ O) | Werkstatthalle         | Werkstatthalle; 2. Hälfte 1950er Jahre, vermutlich Büro Stoffers; weitgespannte zweischiffige Stahlstützenkonstruktion mit gewölbten Sheddecken (HP-Schalen, System Silberkuhl), Außenwände roter Backstein - Begründung: geschichtlich, städtebaulich, technisch - Schutzumfang: gesamtes Objekt - Denkmaltyp: Bauliche Anlage, Sachgesamtheit: Straßenbahn Betriebshof Kiel | BW   |

## Quelle
- Liste der Kulturdenkmale in Schleswig-Holstein – Landeshauptstadt Kiel (PDF)

- Karte mit allen Koordinaten:
- OSM |
- WikiMap